# Le Boulay
Le Boulay település Franciaországban, Indre-et-Loire megyében. Lakosainak száma 813 fő (2022. január 1.). Le Boulay Authon, Château-Renault, Monthodon, Neuville-sur-Brenne, Saint-Laurent-en-Gâtines és Villedômer községekkel határos.

## Népesség
A település népességének változása:
| Lakosok száma | 424  | 419  | 440  | 588  | 800  | 818  | 793  | 795  | 796  | 813  |
|               | 1968 | 1982 | 1990 | 2006 | 2013 | 2015 | 2017 | 2019 | 2020 | 2022 |